# Acanthopagrus taiwanensis
 Acanthopagrus taiwanensis és un peix teleosti de la família dels espàrids i de l'ordre dels perciformes.

## Distribució geogràfica
Es troba a les costes de Taiwan.